# محافظة براتشواب خيري خان
محافظة براتشواب خيري خان (بالتايلاندية:ประจวบคีรีขันธ์) و(بالإنكليزية:Prachuap Khiri Khan) هيَ واحدة من محافظات تايلاند الخمس والسبعين، تجاور محافظتين فقط من الشمال براتشينبوري ومن الجنوب تشومفون ومن الغرب تجاور بورما.
عاصمة المحافظة هي مدينة تحمل اسم المحافظة براتشواب خيري خان وأشهر مدينة في المحافظة هي مدينة هواهين الساحلية التي تعدّ منتجعا سياحيا يزروه الكثير من السياح علي مدار العام.

## الجغرافيا
تمتلك المحافظة ساحل طويل علي خليج تايلاند والعديد من الشواطئ الرملية واكثرها شهرة هواهين الذي كان منتجع الملك راما السابع حيث أمر ببناء قصر ليقضي اجازة الصيف في هواهين، من الساحل وباتجاه الغرب ترتفع الأرض لتشترك بسلسلة جبال معا بورما، اعلي ارتفاع في المحافظة هو 1494 مترا تمتلك المحافظة اضيق جزء من المساحة في تايلاند فقط 13 كيلومترا من الشاطئ حتي حدود بورما.
محافظة برشوب خيري خان يحدها من الشمال محافظة ( بيتش بوري ) وليس ( باشينبوري ) .

## التاريخ
في خلال الحرب العالمية الثانية وتحديدا في 8 ديسمبر 1941 ميلادي احتلت القوات اليابانية تايلاند وكان أول هبوط لها قرب عاصمة المحافظة براتشواب خيري خان.

## التقسيمات الادارية
تنقسم المحافظة الي 8 مقاطعات رئيسية و48 بلدية و388 قرية.
| 1. موانج براتشواب خيري خان 2. كوي بوري 3. تاب ساكاي 4. بانغ سابان 5. سابغ سابان نوي 6. بران بوري | 1. هواهين 2. سام روي يات |

## أعلام
- نيكولكيت كروتي